# 성스러운 거미
"성스러운 거미"(페르시아어: عنکبوت مقدس)는 2022년 개봉한 범죄 스릴러 영화이다. 알리 압바시가 감독과 공동각본을 맡았다. 2022년 칸 영화제 황금종려상 경쟁후보작이자 여자배우상 수상작이다.

## 줄거리
이란의 성지 마슈하드를 배경으로, '스파이더 킬러'라 불리는 연쇄 살인마를 쫓는 여성 저널리스트 아레주 라히미의 이야기가 펼쳐진다. 스파이더 킬러는 마약 중독에 빠진 거리의 여성들을 오토바이로 유인해 아파트로 데려간 뒤, 그녀들의 머플러로 목 졸라 살해하고 도시 외곽에 시체를 유기하는 패턴을 보인다. 라히미는 지역 신문 편집장 샤리피와 협력하여 살인범의 정체를 밝히려 한다. 
샤리피는 살인범 사이드 아지미와 접촉하고 있었는데, 사이드는 자신을 이맘 레자의 이름으로 도시를 정화하는 자라고 주장한다. 이란-이라크 전쟁 참전 용사이자 세 아이의 아버지인 사이드는 건설 노동자로 일한다. 라히미와 샤리피는 사이드의 행동 패턴을 파악하고 그를 함정에 빠뜨리려 한다. 라히미는 매춘부로 위장해 사이드의 오토바이에 탑승하고, 샤리피는 차로 뒤쫓지만 시내 뒷골목에서 그들을 놓친다. 라히미는 살인범으로부터 자백을 받아내 도망칠 계획이었지만, 곧 제압당한다. 그러나 그녀는 간신히 탈출하여 경찰에 증거를 제출한다. 사이드는 결국 경찰에 체포된다.
재판 과정에서 사이드는 강력한 대중의 지지를 얻는다. 정신 이상을 주장하라는 제안에도 그는 자신의 종교적 동기를 강조하며 이맘에 대한 광적인 집착을 드러낸다. 감옥에서 라히미와 인터뷰 중 그는 16명의 여성을 살해했다고 자백하며 라히미가 17번째 희생자가 될 뻔했다고 말한다. 사이드는 유죄 판결을 받고 태형 100대와 사형을 선고받는다. 사형 집행 날, 그는 처형장에서 구조받지 못하고 교수형에 처해진다. 테헤란으로 돌아가는 버스 안에서 라히미는 사건 관련 영상을 검토하다가 사이드의 어린 아들 알리의 인터뷰를 보게 된다. 알리는 아버지의 살해 방법을 자랑스럽게 묘사하고, 어린 여동생을 희생자 역할로 하여 아버지의 살인을 재연한다.

## 출연

### 주연
- 자흐라 아미르 에브라히미 : 라히미 역
- 메흐디 바제스타니 : 사이드 역